# Anaćki
Anaćki (biał. Анацкі, Anacki; ros. Анацки, Anacki; pol. hist. Onacki) – wieś na Białorusi, w obwodzie grodzieńskim, w rejonie lidzkim, w sielsowiecie Trzeciakowce.

## Historia
W 2 poł. XIX w. wieś Onacki albo Onackie znajdowała się pod władzą rosyjską – w okręgu wiejskim Mielechowo, w gminie Dokudowo, w powiecie lidzkim guberni wileńskiej. Była część dóbr Jelna i Mielechowo Adamowiczów. W 10 domach mieszkało tu 76 mieszkańców.
W dwudziestoleciu międzywojennym leżały w Polsce, w województwie nowogródzkim, w powiecie lidzkim, w gminie Dokudowo. W 1921 miejscowość liczyła 148 mieszkańców, zamieszkałych w 23 budynkach, w tym 83 Białorusinów i 65 Polaków. 112 mieszkańców było wyznania prawosławnego i 36 rzymskokatolickiego.
Po II wojnie światowej w granicach Związku Sowieckiego. Od 1991 w niepodległej Białorusi.